# Tuinhoningeter
De tuinhoningeter (Manorina melanocephala) is een zangvogel uit de familie
Meliphagidae (honingeters). 

## Kenmerken
Volwassen exemplaren worden circa 26 centimeter groot. Mannetjes en vrouwtjes zien er hetzelfde uit.

## Leefwijze
De tuinhoningeter is luidruchtig en leeft in groepen en broedt in kolonies, van juni tot en met december.

## Verspreiding
De soort komt voor in het oosten van Australië en op Tasmanië en telt drie ondersoorten:
- M. m. titaniota: noordoostelijk Australië.
- M. m. melanocephala: van oostelijk-centraal tot zuidoostelijk Australië.
- M. m. leachi: Tasmanië.

## Status
De grootte van de populatie is niet gekwantificeerd maar de soort wordt omschreven als algemeen. Op de Rode lijst van de IUCN heeft deze soort de status niet bedreigd.